# Police Quest II: The Vengeance
Police Quest II: The Vengeance (también conocido como Police Quest II) es un videojuego de aventuras policial de procedimiento de 1988 desarrollado y distribuido por Jim Walls y Sierra On-Line. Es la segunda entrega en la serie Police Quest. El juego continúa la historia del oficial de policía Sonny Bonds mientras intenta arrestar a un convicto fugitivo.
Police Quest II fue bien recibido por los críticos y ha vendido moderadamente bien. Una secuela, Police Quest III: The Kindred, fue lanzada en 1991.

## Jugabilidad
Una interfaz de texto es utilizada para controlar al personaje del juego en Police Quest II. Los comandos son dados en una combinación de verbo/sustantivo (por ejemplo: «Desbloquear Puerta» o «Tomar Llaves»), aunque algunos atajos del teclado están disponibles. El jugador deberá seguir procedimientos policiales correctamente para completar el juego y obtener el puntaje más alto.
A diferencia del primer juego, las secuencias de manejo entre los destinos son automáticas, logradas a través de la interfaz de texto (por ejemplo: «Manejar Estación» o «Perseguir Auto»), y el jugador no podrá controlar el auto de forma directa.
Sonny Bonds tiene acceso a un arma de fuego. El jugador requerirá el uso del arma algunas veces durante el juego y deberá asegurarse de apuntar el arma correctamente, además de tenerla cargada con munición. No existen secuencias de acción en el juego, aunque algunas situaciones peligrosas tendrán un tiempo límite. Siempre y cuando Sonny esté posicionado adecuadamente (mirando hacia su objetivo) y apunte su pistola, disparará con la precisión que la trama exija.

## Trama
En 1988, en la ciudad de Lytton, California, el detective Sonny Bonds del departamento de policía de Lytton es asignado a escoltar a Jessie Bains, el capo de la droga a quien arrestó años atrás, a un nuevo juicio. En su vida personal, Bonds ha sido reasignado a la división de homicidios, y ha comenzado a salir con Marie Wilkans, una exprostituta que lo ayudó a arrestar a Bains. Sin embargo, en la cárcel de Lytton, Bains toma de rehén a un guardia con una navaja y logra escapar con el guardia.
Bonds y su compañero Keith Robinson consiguen evidencia en la cárcel y localizan el auto del guardia secuestrado. Respondiendo a un avistamiento reportado de Bains cerca de la ribera, Bonds y Bains intercambian disparos brevemente antes de que este último logre escapar. Bonds se sumerge en el agua en busca de evidencia y encuentra el cuerpo del guardia. El protagonista concluye que Bains ha asumido la identidad del guardia, pero todavía no logra determinar su siguiente movimiento. Bonds termina su turno y sale del servicio para tener una cita con Marie, donde discuten acerca de la investigación.
Al día siguiente, la policía descubre el cuerpo de Woody Roberts, un exbartender del hotel Delphoria y testigo del juicio de Bains. La evidencia del lugar lleva a Bonds y a Robinson a un motel, donde allanan la habitación de Bains con ayuda de una unidad SWAT; aunque Bains no estuviera presente, Bonds encuentra una tarjeta de un extraficante, Donald Colby, junto con un tubo de lápiz labial de Marie bajo la cama. Tras apresurarse a la casa de Marie, Bonds se entera de que ella ha sido secuestrada por Bains, quien ha dejado una lista de personas de las que se quiere vengar, incluyendo a Bonds, Marie, Roberts y Colby, quien se encuentra bajo protección de testigos y se ha mudado a Steelton. Bonds y el departamento de policía de Lytton deducen que Bains ha viajado a Steelton para matar a Colby, y que Bains utiliza a Marie como carnada para emboscar a Bonds.
Alertando a Colby y al departamento de policía de Steelton de los planes de Bains, Bonds y su compañero vuelan hasta Steelton, logrando evitar un secuestro terrorista en el camino. Al llegar a Steelton, Bonds se entera de que Bains ya le ha disparado a Colby, pero el departamento de policía de Steelton consigue localizar la fuente de un llamado a la oficina de Colby en un parque local, y Bonds se dirige hacia allí para investigar. Bonds rastrea a Bains hasta las alcantarillas debajo del parque y lo persigue, rescatando a Marie y matando a Bains en un tiroteo luego de encontrarlos.
Bonds recibe una licencia administrativa obligatoria de tres días mientras que el comité de revisión de disparos de asuntos internos del departamento de policía de Lytton investiga sus acciones. Finalmente, el comité dictamina que Bonds actuó en defensa propia, y es condecorado por el departamento. Bonds se toma un vuelo a las Bahamas con Marie, y le propone casamiento durante el vuelo.

## Desarrollo
La secuela de 1988, desarrollada con el nuevo motor SCI de Sierra, se enfocó más en trabajos de detective y forenses que los comienzos en el tráfico del original, mientras mantuvo el mismo escenario realista. Los procedimientos adecuados para recolectar y tratar las pruebas son el principal enfoque de muchos de los puzles en Police Quest II. Fue lanzado para IBM PC, Amiga, Atari ST, y posteriormente para la NEC PC-9801 (utilizando sprites redibujados en un estilo animé para atraer al mercado japonés).
Los escenarios presentes en el juego están basados en situaciones en las que se encontraban Jim Walls o sus amigos mientras se encontraban en la patrulla de carretera de California. El antagonista Jessie Bains está basado en un convicto fugitivo real que se encontraba suelto en la época en la que el juego fue lanzado.

## Recepción
Los primeros cuatro juegos de Police Quest acumularon 850.000 copias vendidas para fines de 1995. Sin embargo, Markus Crichel de PC Games señaló que «el interés de parte del gamer cayó levemente» con Police Quest: Open Season, lo que llevó a Sierra On-Line a experimentar con una nueva dirección para la serie con Police Quest: SWAT. De acuerdo con Sierra, las ventas combinadas de la serie de Police Quest (incluyendo SWAT) sobrepasaron las 1,2 millones de unidades para finales de marzo de 1996.
En su número de junio de 1989, la revista británica Atari ST User llamó a la versión de ST «excelente en cada aspecto—los gráficos, la trama, los detalles, el humor y la narración son de primera categoría», otorgándole un 9 de 10. Computer Gaming World también le dio al juego una reseña elogiosa, diciendo que «los gráficos avanzados, la historia intrigante, y la animación hacen que la historia cobre vida. ¡El paquete completo nos lleva hacia una nueva cúspide en la ficción de juegos interactivos!»
Los sitios web retro Hardcore Gaming 101 y Adventure Gaming elogiaron al título, llamándolo el mejor de la serie, con Hardcore Gaming 101 declarando que «si existe algún título (de la serie Police Quest) que merezca atención, es este. Tiene buen ritmo, es bastante emocionante, y más interesante que cualquiera de los demás, y es en parte un clásico pasado por alto». Adventure Gamers concluyó similarmente que «The Vengeance es una aventura retro entretenida e intensa que no es solamente lo mejor de la serie, sino también uno de los mejores juegos de la era dorada de Sierra». En 2011, Adventure Gamers nombró a Police Quest II el 24.º mejor juego de aventuras jamás lanzado.

## Reseñas
- Jeux & Stratégie #57[8]